# Église Saint-Jérôme-le-Royal
L’église Saint-Jérôme-le-Royal (en espagnol : iglesia San Jerónimo el Real), est une église paroissiale, appartenant à la paroisse madrilène Saint-Jérôme, avec un cloître de style baroque.

## Histoire
L’ancien monastère Saint-Jérôme-le-Royal (en espagnol, monasterio de San Jerónimo el Real), couramment appelé « Les Hiéronymites » (Los Jerónimos), était l’un des monastères madrilènes les plus importants, régi originellement par l’ordre de Saint-Jérôme. À proximité, ce monastère admettait des annexes appelées Quartier royal (Cuarto Real), qui servaient de lieu de réception du palais du Buen Retiro à l’époque de Philippe IV.
Sous le patronage du roi consort, François d'Assise, l'architecte Narciso Pascual Colomer est chargé en 1859 de la restauration de l'extérieur de l'édifice, soit les tours, pinacles, crêtes gothiques et portail, dont le tympan est sculpté par Ponciano Ponzano.

## Protection
L'église fait l’objet d’un classement en Espagne au titre de bien d'intérêt culturel depuis le 28 septembre 1995.